# Міністерство у справах Єрусалиму
Міністерство у справах Єрусалиму, та традицій Ізраїлю (івр. משרד ירושלים ומסורת ישראל, Місрад Єрушалайм у-масорет Ісраель) — урядова установа виконавчої влади Ізраїлю, яка відповідає за питання справ Єрусалиму, традицій, та паломництва на гору Мерон.

## Історія
З 22 січня 2023 року міністерство очолює Меїр Поруш.